# Unchain My Heart
Unchain My Heart es el undécimo álbum de estudio del músico británico Joe Cocker, publicado por la compañía discográfica Capitol Records en octubre de 1987. El álbum incluyó en su totalidad versiones de canciones de otros artistas y alcanzó el puesto 89 en la lista estadounidense Billboard 200, con mejores resultados comerciales en países como Suiza, Alemania y Suiza, donde entró en el top 10.
la canción Trust In Me fue regrabada en 1992 para la banda sonora de la película el guardaespaldas, esta version la grabo a duo con Sass Jordan.

## Lista de canciones
1. "Unchain My Heart" – 5:04
2. "Two Wrongs" – 4:03
3. "I Stand in Wonder" – 4:22
4. "The River's Rising" – 4:10
5. "Isolation" – 3:51
6. "All Our Tomorrows" – 4:24
7. "A Woman Loves a Man" – 4:16
8. "Trust in Me" – 4:14
9. "The One" – 4:37
10. "Satisfied" – 3:24

## Personal
- Voz - Joe Cocker
- Guitarra - Phil Grande, Dan Hartman
- Bajo - T.M. Stevens
- Batería - David Beal
- Percusiónes - Sammy Figueroa, Dan Hartman
- Teclados - Jeff Levine, Greg Johnson, Robbie Kilgore
- Saxofón - Clarence Clemons, Crispin Cioe, Ric Cunningham, Lawrence Feldman, Arno Hecht, Robert Funk, Norbert Fimpel, Deric Dyer
- Trombón - Robert Funk
- Trompeta - Hollywood Paul Litteral
- Coros - Dan Hartman, Phoebe Snow, Tawatha Agee, Vaneese Thomas, Benny Diggs, Renee Geyer, Maxine Green, Jayne Ann Lang, B.J. Nelson, Janice Singleton,
- Orquestación - Crispin Cioe, Arno Hecht, Robert Funk, Hollywood Paul Litteral

## Posición en listas
| País           | Lista                 | Posición |
| -------------- | --------------------- | -------- |
| Alemania       | Media Control Charts  | 2        |
| Austria        | Austrian Albums Chart | 5        |
| Estados Unidos | Billboard 200         | 89       |
| Noruega        | VG-lista Albums Chart | 17       |
| Nueva Zelanda  | Recorded Music NZ     | 32       |
| Países Bajos   | Dutch Top 40          | 14       |
| Suecia         | Swedish Albums Chart  | 15       |
| Suiza          | Swiss Albums Chart    | 6        |

| Sencillo           | País           | Lista                      | Posición |
| ------------------ | -------------- | -------------------------- | -------- |
| «Unchain My Heart» | Estados Unidos | Hot Mainstream Rock Tracks | 11       |
| «Two Wrongs»       | Estados Unidos | Hot Mainstream Rock Tracks | 11       |

## Certificaciones
| País     | Organismo certificador | Certificación | Ventas certificadas | Ref.   |
| -------- | ---------------------- | ------------- | ------------------- | ------ |
| Francia  | SNEP                   | Oro           | 100 000             | [ 12 ] |
| Canadá   | CRIA                   | Oro           | 50 000              | [ 13 ] |
| Alemania | BVMI                   | Oro (x3)      | 750 000             | [ 14 ] |
| Suiza    | IFPI                   | Platino       | 50 000              | [ 15 ] |